# Wapen van Groot-Waterschap van Woerden
Het wapen van Groot-Waterschap van Woerden werd op 30 december 1933 per koninklijk besluit aan het Groot-Waterschap van Woerden verleend. In 1995 ging het waterschap op in het nieuwe Hoogheemraadschap De Stichtse Rijnlanden. Hiermee verviel het wapen.

## Beschrijving
De blazoenering luidt als volgt:
In goud een golvende dwarsbalk van azuur, waaroverheen een smalle golvende dwarsbalk van zilver, en vergezeld van drie ruiten van sabel. Het schild gedekt met een gouden kroon van drie bladeren en twee paarlen en gehouden door een leeuw en een griffioen, beide van goud, getongd en genageld van keel.
De heraldische kleuren zijn: azuur (blauw), goud (geel), keel (rood), sabel (zwart) en zilver. Het wapen is gebaseerd op het Woerdense stadswapen.

## Geschiedenis
Het Groot-Waterschap ontstond in de middeleeuwen tijdens de ontginning van het laagveen om het gebied bewoonbaar te maken. Rond diezelfde tijd voerden de Heren van Woerden in hun wapens de rode ruiten met daaromheen een geel veld. Deze symbolen werden later (met de drie ruiten zwart) opgenomen in het stadswapen en in het wapen van het Hoog-Waterschap.
De eerste gedocumenteerde afbeelding van het wapen staat in een handschrift van de wapentekenaar Aernout van Buchel. Hij bezocht een paar keer de Dorpskerk van Bodegraven, waar op een glas-in-loodraam uit 1599 het wapen van het Groot-Waterschap werd afgebeeld: in goud een golvende dwarsbalk van vier stukken, blauw en zilver, vergezeld van drie zwarte ruiten.
Op een kaart die de gebroeders Vingboons in 1670  van het waterschap publiceerden, zijn de drie ruiten blauw gekleurd.

## Vergelijkbare wapens

Het wapen van het waterschap Waterschap Noord- en Zuid-Beveland
Het wapen van Sint Eustatius
Het wapen van het waterschap Dijkkollegie van den Zwijndrechtsche Waard
Het wapen van het waterschap Kollegie van Dijkgraaf en Hoogheemraden van den Krimpenerwaard